# Rue de l'Ourcq (Toulouse)
Pour les articles homonymes, voir Rue de l'Ourcq.
La rue de l'Ourcq est une voie de Toulouse, chef-lieu de la région Occitanie, dans le Midi de la France.

## Situation et accès

### Description
La rue de l'Ourcq est une voie publique. Elle se trouve dans le quartier de la Croix-de-Pierre, dans le secteur 2 - Rive gauche.
Elle naît au carrefour de l'avenue Henri-Barbusse et de la rue Sainte-Odile. Elle est longue de 212 mètres, parfaitement rectiligne et d'une largeur régulière de 12 mètres. Orientée au nord-est, elle rencontre après 123 mètres la rue d'Ox, puis se termine 89 mètres plus loin au croisement de la rue de l'Oasis, à l'ouest, et de la rue des Ondines, au sud, face à la place Yvonne-Lucienne-Curvale.
La chaussée compte une seule voie de circulation automobile à double-sens. Elle est définie commune zone 30 et la vitesse y est limitée à 30 km/h. Il n'existe pas d'aménagement cyclable.

### Voies rencontrées
La rue de l'Ourcq rencontre les voies suivantes, dans l'ordre des numéros croissants (« g » indique que la rue se situe à gauche, « d » à droite) :
1. Avenue Henri-Barbusse (g)
2. Rue Sainte-Odile (d)
3. Rue d'Ox (g)
4. Rue de l'Oasis (g)
5. Rue des Ondines (d)

### Transports
La rue de l'Ourcq n'est pas directement desservie par les transports en commun. Elle est cependant proche de la route d'Espagne et de l'avenue de Muret, où se trouvent les arrêts des lignes de Linéo L4L5 et de bus 152.
La station de vélos en libre-service VélôToulouse la plus proche est la station no 190 (39 route d'Espagne).

## Odonymie
La rue a été nommée en commémoration de la bataille de l'Ourcq, qui s'est déroulée entre les 5 et 10 septembre 1914, au début de la bataille de la Marne et dans les premières semaines de la Première Guerre mondiale. Ce nom s'explique par le choix d'odonymes commençant par O pour les rues tracées dans tout le lotissement Duboul.

## Patrimoine et lieux d'intérêt
- immeuble Villa Morisette (vers 1940)[2].
- no  2 : immeuble (vers 1940)[3].
- no  4 : maison (vers 1940)[4].
- no  5 : immeuble (vers 1940)[5].
- no  8 : maison (vers 1940)[6].